# دردانه (اقلید)
دردانه (اقلید)، روستایی از توابع بخش حسن‌آباد شهرستان اقلید در استان فارس ایران است.

## جمعیت
این روستا در دهستان احمدآباد قرار دارد و براساس سرشماری مرکز آمار ایران در سال ۱۳۸۵، جمعیت آن ۴۰۴ نفر (۷۷خانوار) بوده‌است.